# Mollinedia torresiorum
Mollinedia torresiorum är en tvåhjärtbladig växtart som beskrevs av D.H. Lorence. Mollinedia torresiorum ingår i släktet Mollinedia och familjen Monimiaceae. Inga underarter finns listade i Catalogue of Life.